# Masseur und medizinischer Bademeister

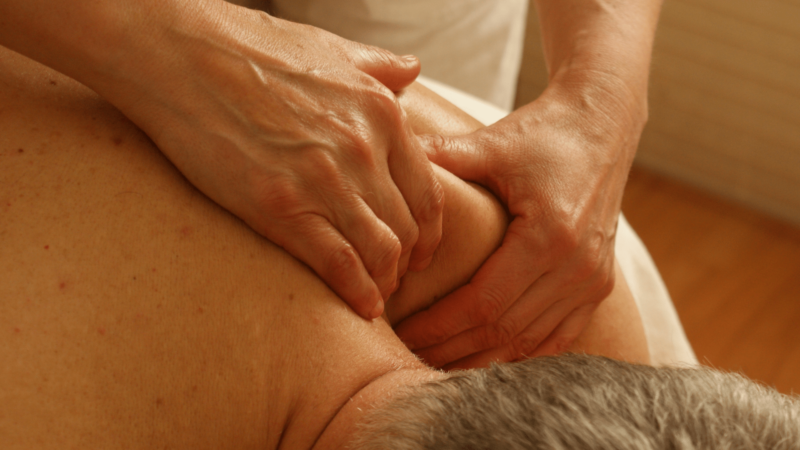
Massage der Schulter

In Deutschland ist Masseur und medizinischer Bademeister (weibliche Form: Masseurin und medizinische Bademeisterin) und in der Schweiz Medizinischer Masseur (weibliche Form: Medizinische Masseurin) die Berufsbezeichnung für einen Gesundheitsfachberuf, bei dem Menschen Therapien wie Massagen, Elektrotherapien oder Bäder zur Heilung oder Linderung bei Erkrankten anwenden. Ihre Heilhilfstätigkeit erfolgt auf Anweisung von Ärzten in Form von Rezepten bei niedergelassenen Ärzten oder Therapieplänen in Krankenhäusern, Reha-Zentren und Kurheimen, sowie in Physiotherapie- und Massagepraxen. Die Ausbildung und der Beruf sind in der Bundesrepublik Deutschland seit 1. Juli 1959 durch das Masseur- und Physiotherapeutengesetz (MPhG) geregelt.
In Österreich differenziert man zwischen gewerblichen (allgemeinen) Masseuren und medizinischen Masseuren bzw. Heilmasseuren (siehe: Ausbildung in Österreich). Die Bezeichnung Heilbademeister (medizinischer Bademeister) ist nicht mehr in Verwendung. Die Bestimmungen für diese Tätigkeitsbereiche sind im Medizinischer Masseur- und Heilmasseurgesetz - MMHmG geregelt.
Umgangssprachlich werden als Bademeister auch die Bediensteten in Schwimmbädern bezeichnet. Deren offizielle Bezeichnung lautet freilich Fachangestellte für Bäderbetriebe (Schwimmmeistergehilfe) bzw. Meister für Bäderbetriebe (Schwimmmeister).
Da das Wort Massage auch für sexuell ausgerichtete Tätigkeiten verwendet wird, gilt die Bezeichnung Masseuse heute als zweideutig und ungeeignet.

## Ausbildung in Deutschland

### Allgemeines
Die Ausbildung ist durch die Ausbildungs- und Prüfungsverordnung für Masseure und medizinische Bademeister (MB-APrV) geregelt und findet an staatlichen oder staatlich anerkannten Berufsfachschulen statt. Neben den schulgeldpflichtigen Schulen, die meistens privat geführt sind, gibt es an manchen Universitäten Schulen, die wenig oder kein Schulgeld verlangen. Dort werden die angehenden Masseure und medizinischen Bademeister als Gegenleistung in den Bäderabteilungen eingesetzt.
Für die Ausbildung muss man das 16. Lebensjahr vollendet haben. Ferner soll der Auszubildende mindestens den Hauptschulabschluss oder eine gleichwertig anerkannte Schulbildung mit einer abgeschlossenen Berufsausbildung von mindestens einjähriger Dauer besitzen. Darüber hinaus muss er ein ärztliches Zeugnis über die gesundheitliche Eignung zur Ausübung des Berufs vorlegen.

### Ausbildungsinhalte
Den Auszubildenden werden die Grundlagen der Anatomie und Physiologie, im Speziellen die Muskulatur und der Knochenaufbau vermittelt. Weitere theoretische Grundlagen bilden die Krankheitslehre und die Hygiene. Theoretisch und praktisch werden allgemeine und spezielle Massagen, einschließlich Reflexzonen- und Unterwasserdruckstrahlmassage unterrichtet. Als weitere Therapien werden die Grundlagen und Technik der Wärme- und Lichtbehandlung, Elektrotherapie und Strahlenheilkunde und die Grundbegriffe und Grundlagen der Badeheilkunde, einschließlich der Kneipp’schen Verfahren, unterrichtet. Ferner enthält der Ausbildungsplan Verbandslehre, Erste Hilfe, sowie allgemeine und spezielle Berufslehre, einschließlich der Berufsethik.
Eine Besonderheit der Ausbildung war bis 2003 die medizinische Fußpflege. Da seit diesem Jahr die Bezeichnung Medizinischer Fußpfleger eine geschützte Berufsbezeichnung ist, darf sie bei Masseuren und medizinischen Bademeistern nicht mehr mit ausgebildet werden bzw. darf man den Titel ohne die staatliche Prüfung nicht mehr tragen.

### Weiterbildungsmöglichkeiten
Zu den zahlreichen Weiterbildungsmöglichkeiten gehören die Fortbildungen in Lymphdrainage und Sportmassage bzw. zum Fitness-Fachwirt/in oder Fachwirt/in für soziale Dienstleistungen. Einige Schulen für Physiotherapie bieten eine verkürzte Ausbildung für Masseure und medizinische Bademeister an. Mit einer erforderlichen Hochschulzugangsberechtigung können z. B. Studiengänge aus den Bereichen Sport- oder Medizinpädagogik studiert werden.

## Ausbildung in der Schweiz

### Allgemeines
Medizinische Masseurinnen und Masseure arbeiten im Gesundheitswesen in den Bereichen Gesundheitsförderung, Gesundheitsberatung, Prävention und Therapie. Sie üben eine vielseitige Tätigkeit aus. Sie beherrschen verschiedene Massageformen und Maßnahmen der physikalischen Medizin. Bei Bedarf führen sie Elektrotherapien durch und wenden Wasser, Licht, Wärme etc. zur Behandlung an. Sie führen im Auftrag von Ärzten und in Zusammenarbeit mit Physiotherapeuten Verfahren der physikalischen Therapien sowie Maßnahmen zur Gesundheitsförderung durch. Die angebotenen Leistungen richten sich an Einzelpersonen, Jugendliche, Erwachsenen, Betagte, Gesunde, Kranke und Behinderte. Anstellungen gibt es in Arztpraxen, Physiotherapien, Kurinstitutionen, Heilbädern und in Rheuma- und Rehabilitationskliniken. Unter Einhaltung der gesetzlichen Bestimmungen ist auch eine freiberufliche Tätigkeit möglich. Mit der Reglementierung des Berufs medizinischer Masseur/medizinischer Masseurin durch das SRK erhielt der Beruf zusätzlich ein Profil, das die Verankerung im Gesundheitswesen verstärkte. Ausbildungsgänge werden damit vereinheitlicht und die Reglementierung trägt dazu bei, einen Ausbildungsstandard durchzusetzen. Die Dauer der Ausbildung beträgt zwei Jahre, in denen theoretisches und praktisches Wissen vermittelt wird. Am Ende folgt die eidgenössische Prüfung Der Beruf des medizinischen Masseurs ist seit der Anerkennung durch das BBT (Bundesamt für Berufsbildung und Technologie), heute SBFI (Staatssekretariat für Bildung, Forschung und Innovation) nicht mehr eine Grundausbildung auf Sekundarstufe, sondern zählt mit der Eidgenössische Berufsprüfung zur Tertiärstufe der Schweizerischen Bildungssystematik und schließt mit einem eidgenössischen Fachausweis ab.

### Ausbildungsinhalte
Den Auszubildenden werden die Grundlagen der Anatomie, Halte- und Bewegungsapparat, Physiologie, Pathophysiologie und Hygiene vermittelt. Theoretisch und praktisch werden allgemeine und spezielle Massagen, einschließlich Reflexzonentherapie, manuelle Lymphdrainage und Komplexe physikalische Entstauungstherapie unterrichtet. Als weitere Therapien sind Grundlagen und Technik der Wärme- und Lichtbehandlung, Elektrotherapie und Thermo-/Hydrotherapie Unterrichtsinhalt.
Im Fokus der Arbeit von Medizinischen Masseuren steht die passive Bewegungsphase bzw. die Ruhehaltung vor und nach einer Bewegung. Bei Störungen des Bewegungsapparates greifen die Berufsleute wirksam ein: Sie helfen Schmerzen, Fehlhaltungen oder Verspannungen zu beseitigen oder zu lindern. Durch manuelle und apparative Gewebemobilisation beeinflussen sie innere Organe und Systeme des menschlichen Körpers, wodurch insbesondere die Durchblutung und Atmung verbessert werden. Es ist ihr Ziel, pathologischen Zuständen vorzubeugen und normale Bewegungsfunktionen zu erhalten und zu fördern. Sie beteiligen sich an gesundheitsfördernden Aktionen und Beratungen.

### Weiterbildungsmöglichkeiten
Es gibt zahlreiche Weiterbildungsmöglichkeiten, dazu gehören die Fortbildungen in Lymphdrainage und Sportmassage.
Der Berufsabschluss auf Tertiärstufe ermöglicht eine Weiterbildung über eine höhere Fachschule, Fachhochschule z. B. den Bachelor of Science (FH) in Physiotherapie oder den Bachelor of Science (FH) in Pflege bis zum Masterabschluss.

## Ausbildung in Österreich

### Allgemeines
Der Zugang zu den diversen Ausbildungen ist erst ab dem vollendeten 17. Lebensjahr und bei körperlicher Eignung möglich. Man unterscheidet den
- (Gewerblichen) Masseur
- Medizinischen Masseur
- Heilmasseur

Die Ausbildung zum (gewerblichen) Masseur erfolgt entweder im zweijährigen Lehrberuf oder über Kurs-Ausbildung bei einschlägigen Weiterbildungs- oder Gesundheitsinstitutionen.
Lehrlinge werden im Rahmen der dualen Berufsausbildung an Berufsschulen und in Masseurbetrieben sowie Gesundheits- und Wellnesseinrichtungen ausgebildet. Am Ende der Lehrzeit legen Lehrlingen die Lehrabschlussprüfung ab und können nach einer Befähigungsprüfung selbständig tätig werden. Masseure können sogenannte verwandte Lehrberufe, wie Fußpfleger und Kosmetiker, mit verkürzter Lehrzeit absolvieren.
Die Tätigkeiten von Medizinischen Masseuren und Heilmasseuren besitzen ein fast identisches Berufsbild. Der wesentliche Unterschied besteht darin, dass ein Heilmasseur freiberuflich arbeiten kann. Dazu braucht ein Heilmasseur die Berufsberechtigung als Medizinischer Masseur und eine Zusatzausbildung von 800 Stunden. Die Ausbildung zum Medizinischen Masseur erfolgt üblicherweise an Gesundheits- und Krankenpflegeschulen oder an krankenhauseigenen Ausbildungszentren. Auch niedergelassene Heilmasseure mit Ausbildungsberechtigung oder private Einrichtungen bieten Kurse an.

### Ausbildungsinhalte
Die grundlegenden Ausbildungsinhalte der Medizinischen Masseure und Heilmasseure unterscheiden sich in Österreich und Deutschland nur unwesentlich voneinander.
Die gewerblichen Masseure dürfen in Österreich laut Gesetz nur den gesunden Körper behandeln. Sie führen dementsprechend klassische Teil- und Ganzkörpermassagen und auch spezielle Massagen (z. B. Fußreflex- und Akupunkturmassagen) zur Steigerung des allgemeinen körperlichen Wohlbefindens und zur Entspannung nach sportlichen Betätigungen durch. Außerdem setzen sie Packungen (z. B. Schlamm), Wickel, Wärme- und Wasserbehandlungen, Strahlungen, Bewegungstherapie und Gymnastik ein.

### Weiterbildungsmöglichkeiten
Die bestandene Lehrabschlussprüfung ermöglicht gewerblichen Masseuren auch den Zugang zur Berufsmatura (Berufsreifeprüfung) und zu vielen Weiterbildungen in anderen Gesundheitsberufen.(Staatlich anerkannt)
Nach dem MMHmG können Medizinische Masseure und Heilmasseure Spezialqualifikationsausbildungen in folgenden Gebieten absolvieren:
- Elektrotherapie
- Hydro- und Balneotherapie

Ihre Ausbildung wird u. a. für folgende Berufe angerechnet: Altenpfleger, Physiotherapeut, Ergotherapeut, Gesundheits- und Krankenpfleger.